# ファビヤナ・ビティチ
- ファビアナ・ビティチ
- ファビヤナ・バイティキ
- ファビアナ・バイティキ
- ファビヤナ・バイトイキ
- ファビアナ・バイトイキ

ファビヤナ・ビティチ（Fabiana Bytyqi、 発音 [ˈfabɪjana byˈtyc͡çi]、1995年12月30日 - ）は、チェコの女子プロボクサーである。ウースチー・ナド・ラベム出身。元WBC女子世界アトム級王者。チェコ出身の女子プロボクサーとして初めて主要団体の世界王座を獲得した。
トレーナーはルーカス・コネチ。
チェコ国内では「天使の拳（Andělská pěst）」と呼ばれている。

## 経歴

### プロ前
4歳より空手を習い始め、後にキックボクシング、ムエタイを経てボクシングを始める。

### プロ時代
2015年3月7日、ドイツ・マクデブルクのマリティム・ホテルにてハンガリーのアンドレア・ジェネイ相手にプロデビュー。TKO勝利。
次の5試合を連勝後の2016年3月、ブルガリアのテオドラ・バチェバ相手にWBCユース女子世界ミニマム級王座に挑戦。初タイトル獲得
2018年9月、地元ウースチー・ナド・ラベムにてイギリスのデニス・キャッスルとのWBC女子世界アトム級王座決定戦に挑み、3-0判定で勝利、チェコ女子として初となる世界王座獲得となった。
2019年4月6日、ウースチー・ナド・ラベムにてメキシコのマリア・ソレダト・バルガス相手に世界王座初防衛戦。10回1-1引き分けに終わり初防衛を果たしたものの15戦目で初めて勝利を逃した。両者は再戦を待ち望んでいる。
2019年11月30日、アナ・アラソラを3-0判定で勝利し2度目の防衛成功。
2022年7月29日、エリザベート・ロペスと対戦し、10回1-1で引き分けたものの3度目の防衛に成功した。
2023年4月15日、エリザベート・ロペスと再戦し、10回3-0の判定勝ちで4度目の防衛に成功した。
2024年1月13日、ドイツ・フリードリヒスハインにて元ミニマム級王者のティナ・ルプレヒトと対戦するが、0-3判定でプロ初黒星を喫し王座から陥落した。
2024年8月3日、ジュディット・ハッハボールドと再戦し、6回3-0の判定勝ちで再起に成功した。
2024年11月23日、ハイデルベルクでティナ・ルプレヒト対松田恵里の前座で山中菫が持つIBF女子世界アトム級王座に挑む予定だったが、ビティチが脱水症状を起こしたため中止となった。

## 戦績
- プロボクシング:24戦 21勝(5KO)2分 1敗

| 戦           | 日付           | 勝敗 | 時間    | 内容    | 対戦相手                     | 国籍       | 備考                                    |
| ------------ | -------------- | ---- | ------- | ------- | ---------------------------- | ---------- | --------------------------------------- |
| 1            | 2015年3月7日   | ☆    | 4R 1:48 | TKO     | アンドレア・ジェネイ         | ハンガリー | プロデビュー戦                          |
| 2            | 2015年4月11日  | ☆    | 2R 1:40 | TKO     | アグネス・ドラクスラー       | ハンガリー |                                         |
| 3            | 2015年6月13日  | ☆    | 6R      | 判定3-0 | グロリア・バシレバ           | ブルガリア |                                         |
| 4            | 2015年9月12日  | ☆    | 6R      | 判定3-0 | マリベル・デ・ソーサ         | スペイン   |                                         |
| 5            | 2015年11月14日 | ☆    | 6R      | 判定2-1 | テオドラ・バチェバ           | ブルガリア |                                         |
| 6            | 2016年1月9日   | ☆    | 6R      | 判定3-0 | クラウディア・フェレンツィ   | スロバキア |                                         |
| 7            | 2016年3月5日   | ☆    | 10R     | 判定3-0 | テオドラ・バチェバ           | ブルガリア | WBC女子世界ミニマム級ユース王座決定戦   |
| 8            | 2016年6月25日  | ☆    | 7R 2:00 | TKO     | テオドラ・バチェバ           | ブルガリア | WBCユース王座防衛1                      |
| 9            | 2016年11月19日 | ☆    | 10R     | 判定3-0 | ハリマ・ブンジャベイ         | タンザニア | WBCユース王座防衛2                      |
| 10           | 2017年3月11日  | ☆    | 10R     | 判定3-0 | エフゲニア・ザブロツカヤ     | ロシア     |                                         |
| 11           | 2017年9月30日  | ☆    | 10R     | 判定3-0 | ルイサナ・ボリバル           | ベネズエラ | WBCユース王座防衛3                      |
| 12           | 2017年12月2日  | ☆    | 2R 1:50 | TKO     | ファトゥマ・ヤジドゥ         | タンザニア | WBC女子世界ミニマム級シルバー王座決定戦 |
| 13           | 2018年6月9日   | ☆    | 1R 0:40 | TKO     | テオナ・ピロスマナシュビリ   | ジョージア |                                         |
| 14           | 2018年9月22日  | ☆    | 10R     | 判定3-0 | デニス・キャッスル           | イギリス   | WBC女子世界アトム級王座決定戦           |
| 15           | 2019年4月6日   | △    | 10R     | 判定1-1 | マリア・ソレダド・バルガス   | メキシコ   | WBC防衛1                                |
| 16           | 2019年11月30日 | ☆    | 10R     | 判定3-0 | アナ・アラソラ               | メキシコ   | WBC防衛2                                |
| 17           | 2020年9月25日  | ☆    | 8R      | 判定3-0 | クラウディア・フェレンツィ   | スロバキア |                                         |
| 18           | 2021年2月27日  | ☆    | 6R      | 判定3-0 | ジュディット・ハッハボールド | ハンガリー |                                         |
| 19           | 2021年10月2日  | ☆    | 6R      | 判定2-0 | ファラ・エル・ボウサイリ     | スペイン   |                                         |
| 20           | 2022年3月5日   | ☆    | 6R      | 判定3-0 | イバンカ・イワノワ           | ブルガリア |                                         |
| 21           | 2022年7月29日  | △    | 10R     | 判定1-1 | エリザベート・ロペス         | メキシコ   | WBC防衛3                                |
| 22           | 2023年4月15日  | ☆    | 10R     | 判定3-0 | エリザベート・ロペス         | メキシコ   | WBC防衛4                                |
| 23           | 2024年1月13日  | ★    | 10R     | 判定0-3 | ティナ・ルプレヒト           | ドイツ     | WBC陥落                                 |
| 24           | 2024年8月3日   | ☆    | 6R      | 判定3-0 | ジュディット・ハッハボールド | ハンガリー |                                         |
| テンプレート |                |      |         |         |                              |            |                                         |

## 獲得タイトル
- WBC女子世界ミニマム級ユース王座
- WBC女子世界ミニマム級シルバー王座
- 第3代WBC女子世界アトム級王座（防衛4）